# Marsilea howittiana
Marsilea howittiana là một loài dương xỉ trong họ Marsileaceae. Loài này được A.Braun mô tả khoa học đầu tiên năm 1870.
Danh pháp khoa học của loài này chưa được làm sáng tỏ. 